# 白沙镇 (合江县)
白沙镇，是中华人民共和国四川省泸州市合江县下辖的一个乡镇级行政单位。2019年12月，撤销参宝镇，将其所属行政区域划归白沙镇管辖。

## 行政区划
白沙镇下辖以下地区：
建设社区、富饶社区、北寨村、芦稿林村、中孝村、石燕村、岐山村、灵丹村和马鹿村。